# ژوزه دایان
ژوزه دایان (فرانسوی: Josée Dayan‎؛ زادهٔ ۶ اکتبر ۱۹۴۳) کارگردان، تهیه‌کننده فیلم، نویسنده اهل فرانسه است.
از فیلم‌ها یا مجموعه‌های تلویزیونی که وی در آن‌ها نقش داشته‌است، می‌توان به بر اساس یک داستان واقعی، ناوارو، کمیسر لسکو، کنت مونت کریستو، بینوایان، درون اکتورز استودیو و سروان مارلو اشاره نمود.